# Stadion De Meer
Stadion De Meer, kortweg De Meer genoemd, was een voetbalstadion aan de Middenweg 401 in de Watergraafsmeer in Amsterdam. Tussen 1934 en 1996 was het de thuishaven van AFC Ajax. Het tegenover de wijk Betondorp gelegen stadion werd ontworpen door architect en Ajax-commissaris Daan Roodenburgh.

## Geschiedenis

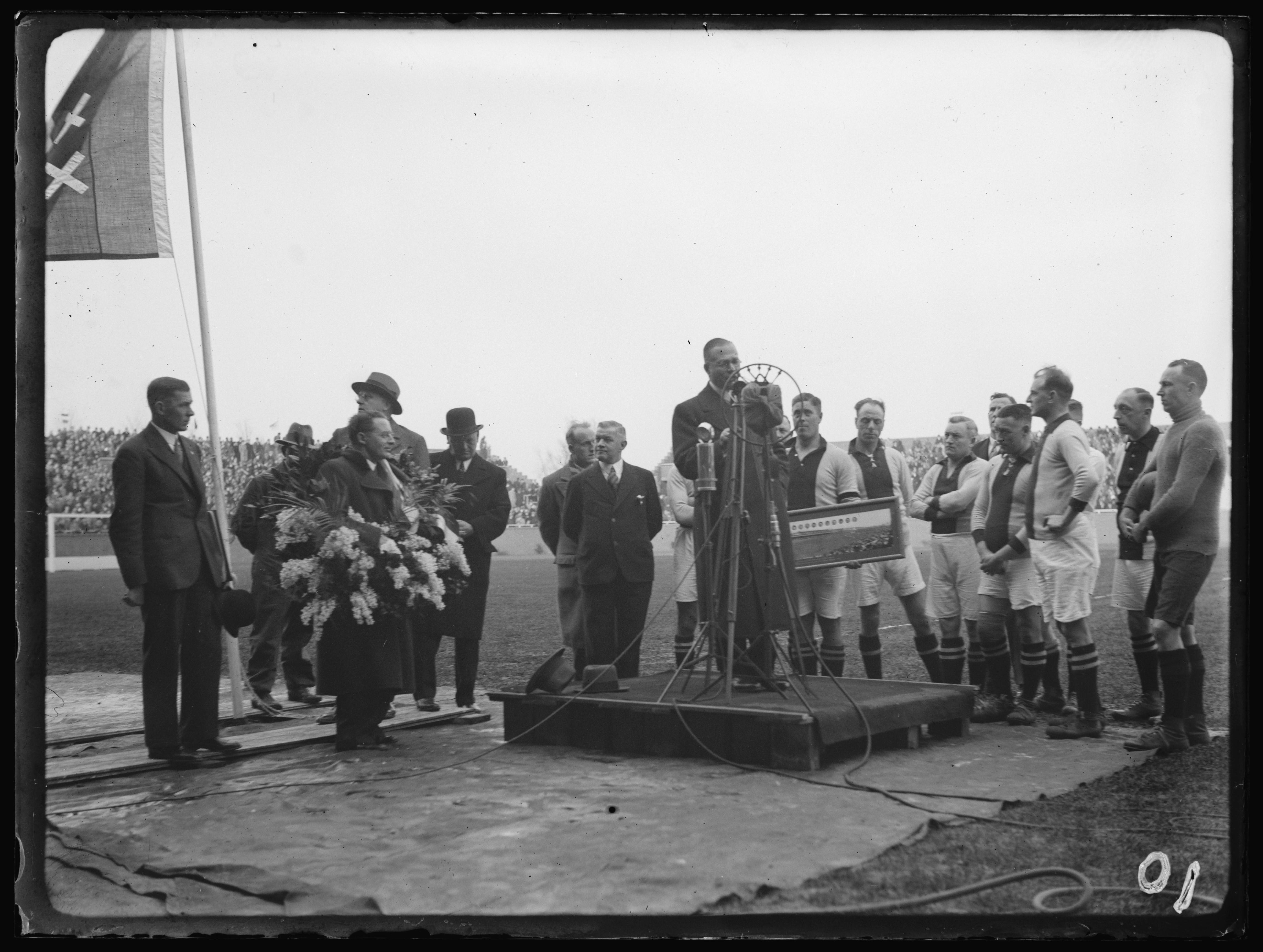
Opening van het stadion, voorzitter Marius Koolhaas spreekt. De ontwerper Daan Roodenburgh staat met lauwerkrans om. Tevens is trainer Jack Reynolds te zien.

De reden voor de verhuizing vanaf Het Houten Stadion, dat zich ongeveer bevond op de plek van het huidige Christiaan Huygensplein, waren de successen van Ajax en druk van buitenaf. De gemeente Watergraafsmeer was in 1921 door de gemeente Amsterdam geannexeerd en grotendeels bestemd voor de bouw van nieuwe woonwijken. De toeschouwersaantallen waren te hoog voor het oude stadion en ook de onderhoudskosten namen toe. In eerste instantie liet de club haar oog vallen op een circa 12 hectare groot terrein aan de Radioweg, niet ver van het Houten Stadion. De voetbalverenigingen die daar al speelden weigerden echter mee te werken. Vervolgens werd gekozen voor het iets verder weg gelegen terrein van de voormalige hoeve Voorland, tegenover Betondorp. Dat terrein was 5,67 hectare groot. De eerste paal werd door Ajax-voorzitter Marius Koolhaas geslagen op 21 april 1934. Het stadion werd officieel in gebruik genomen op 9 december 1934 met een vriendschappelijke wedstrijd tegen het Franse Stade français. Ajax won deze wedstrijd met 5–1. Het eerste doelpunt in het stadion werd gemaakt door Ajacied Bob ten Have.

## Ontwerp

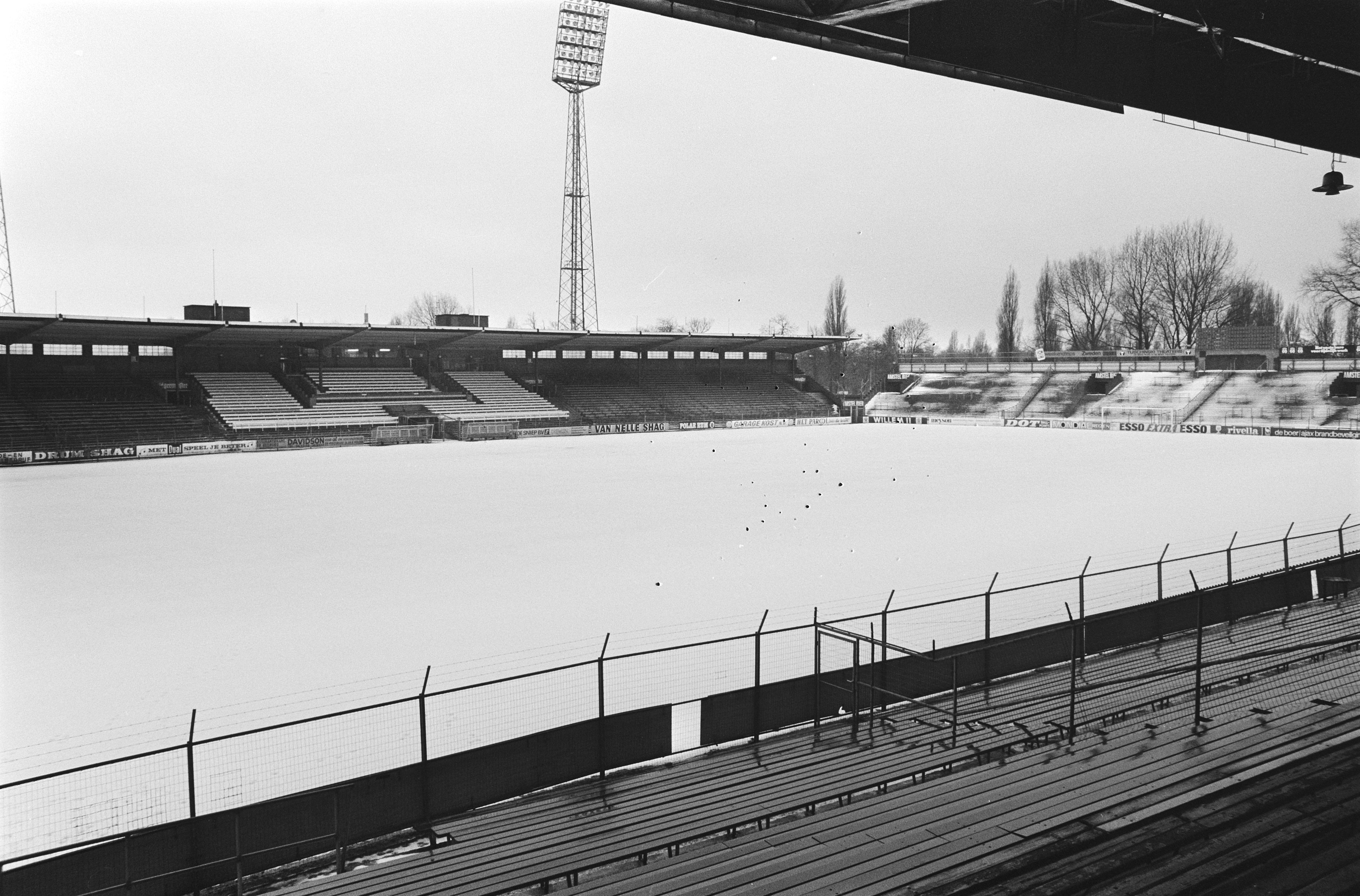
De Meer stadion in 1979

Stadion De Meer was, op de vier betonnen tribunes na, volledig uit baksteen opgetrokken. Het massieve en gelede uiterlijk van het stadion refereerde aan de architectuur van de Haagse School, terwijl het open interieur juist de principes van het nieuwe bouwen volgde. In het hoofdgebouw van het stadion was een sportzaal opgenomen, wat in die tijd nog als een ongekende luxe gold. Op de hoeken van het stadion, tussen de tribunes, waren vier identieke kleine woonhuizen gebouwd. Recht voor het stadion waren haaks op de Middenweg twee trainingsvelden voor het eerste elftal van Ajax gesitueerd. Via een bruggetje aan de achterzijde kon Sportpark Voorland worden bereikt, waar de jeugdelftallen van de club de beschikking hadden over vier velden. Architect Roodenburgh omschreef zijn ontwerp als een mooi huis in een grote tuin. De bouw van het stadion kostte 300.000 gulden. Ajax ging bijna failliet aan dit nieuwbouwproject, want als gevolg van de crisis bevatte de clubkas slechts 250.000 gulden.
Oorspronkelijk bood het stadion plaats aan 22.000 toeschouwers. De zittribunes aan de lange zijden konden elk 4500 toeschouwers herbergen. De korte zijden waren staantribunes met plaats voor elk 6500 toeschouwers. Op het hoogtepunt was de capaciteit van het stadion zelfs toegenomen tot circa 29.500. Aan het eind van de jaren 80 werd de capaciteit om veiligheidsredenen weer teruggebracht tot circa 19.500. In eerste instantie was alleen de Eretribune (vanaf 1989 de Jaap van Praagtribune, genoemd naar de een jaar eerder overleden oud-voorzitter van Ajax) overdekt. In 1965 volgde de andere lange zijde (in dat jaar ook omgedoopt in Reynoldstribune, vernoemd naar voormalig trainer Jack Reynolds) en in 1984 ook beide korte zijden (Stadszijde en Diemenzijde). In 1968 werd het hoofdgebouw met een restaurant uitgebreid en in 1971 werd het stadion voorzien van vier lichtmasten, die men al bij de bouw van het stadion had gewenst. In 1985 kreeg De Meer als eerste Nederlandse stadion skyboxen, nadat eerder al op de eretribune VIP-plaatsen waren gecreëerd. De laatste grote verbouwing vond plaats aan de perstribune in 1988.

## Wedstrijden
Hoewel Ajax het liefst haar wedstrijden in het eigen stadion De Meer speelde, werd voor wedstrijden waar veel publiek werd verwacht, zoals de Klassieker tegen Feyenoord, de  topduels tegen PSV, kampioenswedstrijden en voor Europacup wedstrijden vaak uitgeweken naar het veel grotere Olympisch Stadion in Zuid.
Het Ajax-stadion is in seizoenen dat de finale om de KNVB beker in een enkele wedstrijd werd afgewerkt en de Rotterdamse Kuip nog niet de vaste speelplaats was, tweemaal de locatie van de Bekerfinale geweest: in 1967 (Ajax–NAC) en in 1986 (Ajax–RBC). Ook in 1983 werd de finale in De Meer gespeeld, tegen N.E.C., maar dat was een seizoen waarin de finale in een thuis- en een uitduel werd beslist.
Stadion De Meer is vijfmaal gastheer geweest voor interlands van het Nederlands Elftal. Alle vijf interlands werden door Oranje gewonnen. De meest curieuze daarvan was de EK-kwalificatiewedstrijd tegen Cyprus in december 1987, die als gevolg van het bomincident in De Kuip enkele weken eerder, op last van de UEFA zonder publiek moest worden overgespeeld.
In de 61 jaar en 241 dagen dat Stadion De Meer heeft bestaan speelde Ajax er in totaal 953 wedstrijden. Daarvan werden er 742 gewonnen, 120 gelijkgespeeld en 91 verloren, met een doelsaldo van +2109 (3038 voor en 929 tegen).

## Verhuizing
Nadat echter de veiligheidseisen steeds strenger werden, mede als gevolg van enkele incidenten zoals het staafincident in september 1989 en de twee fragmentatiebommen die een maand later tijdens de wedstrijd tegen Feyenoord in het publiek werden gegooid, bood het stadion aan steeds minder mensen plaats en barstte het weer uit zijn voegen. De Meer was nog steeds een geliefd stadion bij spelers en supporters, zowel van Ajax als van bezoekende clubs, maar de steeds hogere hekken en het op enkele plaatsen noodzakelijk geachte prikkeldraad deden wel afbreuk aan de sfeer. Wegens gebrek aan ruimte moesten in de laatste jaren enkele kantoren zelfs in containers op het parkeerterrein worden ondergebracht. Tot slot voldeed het aantal velden ook niet meer. De club moest regelmatig beroep doen op het veld van buurclub VVGA, naast het stadion. Ook de ontoereikende bereikbaarheid van het stadion per openbaar vervoer, met alleen een tramlijn (lijn 9) naar het centrum en het gebrek aan voldoende parkeergelegenheid lieten zich steeds vaker gelden. Daarnaast had de gemeente opnieuw woningbouwplannen voor het gebied.
Daarom werden er plannen gemaakt voor een verhuizing van de gehele club. De eerste voorzichtige plannen daarvoor werden al in 1974 gemaakt. De gemeente onderzocht eerst nieuwbouw op de plek van het Olympisch Stadion en vervolgens een nieuw stadion in Amsterdam-Zuidoost. Deze plannen werden echter snel weer afgeblazen. De Amsterdamse kandidatuur in 1986 voor de Olympische Spelen van 1992 ging uit van een nieuw te bouwen Olympisch Stadion naast metrostation Strandvliet in Zuidoost. Na de Spelen zou het stadion door Ajax als thuisbasis kunnen worden gebruikt. Nadat deze kandidatuur mislukt was leek het er opnieuw op dat er voorlopig geen nieuw stadion in de stad zou komen.
De club onderzocht mogelijkheden om Stadion De Meer gefaseerd te vervangen en tot circa 30.000 toeschouwers uit te breiden, op eenzelfde manier (tribune voor tribune) waarop PSV, inmiddels uitgegroeid tot de grootste concurrent van Ajax, haar Philips Stadion vernieuwde en vergrootte. Dit scenario had echter bij geen van de betrokkenen de voorkeur. De gebrekkige infrastructuur zou nauwelijks worden verbeterd, de gemeente zou haar doelstellingen op het gebied van woningbouw niet kunnen halen, nieuwbouw in De Meer zou niet dezelfde mogelijkheden kunnen bieden als een geheel nieuw stadion en de capaciteit van het oude stadion zou door de bouwwerkzaamheden gedurende enkele seizoenen nog verder worden gereduceerd. Een verhuizing naar het bouwvallige Olympisch Stadion is niet overwogen omdat ook dat stadion op de nominatie stond te verdwijnen ten behoeve van woningbouw. Ook daar waren flinke investeringen noodzakelijk. Verder beschouwde men de aanwezigheid van een wielerbaan en een atletiekbaan rondom het veld als nadelig voor de sfeer en daarom ongewenst.
De hoop op nieuwbouw werd echter nooit opgegeven en achter de schermen werd doorgewerkt. Incidenten zoals die in 1989, de onmogelijkheid om in het oude stadion meer inkomsten te genereren en de wens om het in die jaren ontstane sportieve en financiële gat met PSV weer te dichten brachten een en ander alsnog in een stroomversnelling. Daarnaast had de gemeente Amsterdam het verlangen om de oude concurrentiestrijd met De Kuip nieuw leven in te blazen. Als gevolg van de jarenlange verwaarlozing van het Olympisch Stadion had het stadion in Rotterdam feitelijk het monopolie op alle wedstrijden van het Nederlands Elftal en op alle grote concerten verkregen. Dergelijke lucratieve evenementen wilde de stad graag binnen haar grenzen halen. En ook daar werd hard gewerkt aan plannen om het stadion te vernieuwen. In 1991 werd alsnog de definitieve beslissing tot de bouw van een nieuw stadion in Zuidoost genomen. Vijf jaar later, in 1996 werd dit nieuwe stadion, de Amsterdam ArenA (huidige Johan Cruijff ArenA) geopend.
De laatste wedstrijd in De Meer werd gespeeld op 28 april 1996 tegen Willem II. Deze wedstrijd eindigde in 5–1. De doelpuntenmakers waren aan Ajax’ kant Jari Litmanen (1 goal), Finidi George (3 goals), en een eigen goal van Jimmy van Fessem. De goal van Willem II, was het laatste doelpunt in Stadion De Meer. Het doelpunt staat op naam van Willem II-speler Jack de Gier. De zege leverde Ajax voor de 26e keer het landskampioenschap op. Met een groot afscheidsfeest en een uitgebreide ceremonie werd het stadion officieel gesloten op 6 augustus 1996. Stadion De Meer werd daarna afgebroken. In de nacht van 14 op 15 augustus 1996, de avond waarop de ArenA feestelijk in gebruik werd genomen, werd een groot deel van het reeds leegstaande en al gedeeltelijk gesloopte stadion door brand verwoest. Op 19 april 1998, vlak voordat de bouwwerkzaamheden voor de nieuwe woonwijk aan zouden vangen, werd het braakliggende terrein eenmalig gebruikt voor de viering van het 27e landskampioenschap, dat Ajax in dat jaar behaalde, als eerbetoon aan deze historische grond. Deze huldiging werd bijgewoond door 70.000 fans.

## Jeugdelftallen
Het terrein in de Watergraafsmeer was volledig eigendom van Ajax. Als compensatie voor de verkoop van de grond van het stadion, de trainingsvelden en de velden op Sportpark Voorland aan de gemeente Amsterdam kreeg de club een geldbedrag van enkele tientallen miljoenen guldens, waarvoor ten westen van de ArenA, op het bestaande Sportpark De Toekomst in de gemeente Ouder-Amstel een nieuw jeugdcomplex met vijf voetbalvelden, twee kunstgrasvelden, een overdekte hoofdtribune en een clubgebouw kon worden aangelegd. Op dat clubhuis is opnieuw met rode letters de naam ajax (zonder hoofdletter en met een voetbal als punt op de letter j) aangebracht. Dit zijn niet de oorspronkelijke letters die op het dak van Stadion De Meer stonden, maar replica's. De originele letters waren tijdens de sloopwerkzaamheden zoekgeraakt. Deze doken in 2008 weer op en werden na renovatie in 2009 aangebracht boven de hoofdingang op het parkeerdek van de Johan Cruijff ArenA.

## Woonwijk

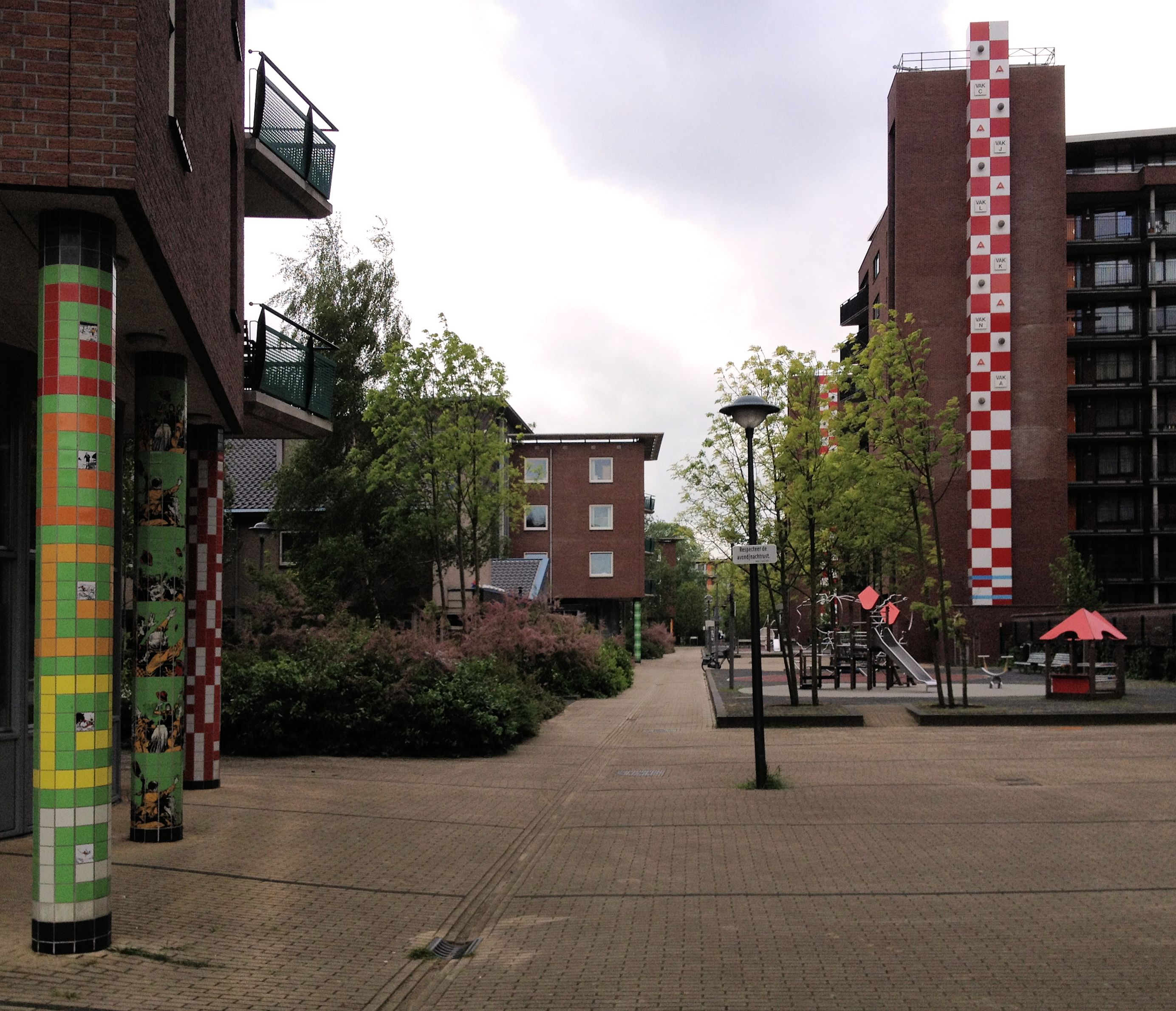
Het centrum van de wijk: Esplanade de Meer

Op het voormalige Ajax-terrein verrees tussen 1998 en 2002 de nieuwe woonwijk Park de Meer met ongeveer 900 woningen. De herinnering aan het verleden wordt levend gehouden doordat de autovrije hoofdas in de wijk Esplanade De Meer is genoemd. Op de appartementenblokken langs deze esplanade zijn rode en witte panelen aangebracht als verwijzing naar de clubkleuren. Op de overige bebouwing zijn achttien keramische tegeltableaus aangebracht, ontworpen door kunstenaar Harald Vlugt in samenwerking met de Britse beeldhouwer David Mach. Daarop worden enkele belangrijke wedstrijden uit de geschiedenis van Ajax afgebeeld. Verder bevindt zich aan deze esplanade een 'symbolische middenstip', die met concentrische cirkels in het plaveisel is aangegeven. Deze middenstip is niet op de plek van de originele middenstip geplaatst, maar bevindt zich ongeveer in het voormalige westelijke strafschopgebied.
In deze wijk zijn zes straten genoemd naar buitenlandse stadions waar Ajax triomfen vierde of legendarische wedstrijden speelde: Delle Alpihof, Bernabeuhof, Anfieldroad, Wembleylaan, Stade de Colombes en Praterlaan (Ernst Happelstadion).

Verder zijn in de wijk dertien bruggen vernoemd naar spelers uit het succesvolle Ajax van het begin van de jaren zeventig: Johan Cruijff, Sjaak Swart, Gerrie Mühren, Ruud Krol, Johan Neeskens, Barry Hulshoff, Dick van Dijk, Arie Haan, Wim Suurbier, Piet Keizer, Horst Blankenburg, Velibor Vasović en Heinz Stuy. Ook naar trainer Rinus Michels is een brug vernoemd. Voor deze oplossing is gekozen omdat de meeste coryfeeën van dit elftal nog leefden, en de gemeente Amsterdam principieel geen straten naar levende personen vernoemt.

## Interlands
| #  | Datum            | Wedstrijd               | Uitslag | Competitie        |
| -- | ---------------- | ----------------------- | ------- | ----------------- |
| 1. | 22 augustus 1973 | Nederland – IJsland     | 5 – 0   | WK-kwalificatie   |
| 2. | 14 maart 1984    | Nederland – Denemarken  | 6 – 0   | vriendschappelijk |
| 3. | 27 februari 1985 | Nederland – Cyprus      | 7 – 1   | WK-kwalificatie   |
| 4. | 9 december 1987  | Nederland – Cyprus      | 4 – 0   | EK-kwalificatie   |
| 5. | 25 maart 1992    | Nederland – Joegoslavië | 2 – 0   | vriendschappelijk |

Bijgewerkt t/m 14 juli 2019

## Trivia
Een deel van de originele grasmat werd geschonken aan begraafplaats Westgaarde in Osdorp. Daar is in oktober 1996 een speciaal Ajax-verstrooiveld gecreëerd waar de as van gecremeerde supporters van de club verstrooid kan worden. Naast dit veld is een van de twee originele dug-outs uit De Meer geplaatst. Bezoekers kunnen hier even rusten en hun overledenen gedenken.